# Verzorgingsplaats Raakeind
Verzorgingsplaats Raakeind is een Nederlandse verzorgingsplaats, gelegen aan de zuidzijde van de A58 in de richting Vlissingen-Eindhoven tussen afritten 13 en 12 in de gemeente Gilze en Rijen.
Door een tunnel kan men bij verzorgingsplaats Molenheide komen, daar vindt men een Burger King, La Place en Subway.
Richting Vlissingen: Kriekampen · Brehees · Blaak · Molenheide · Lage Aard · Bremberg · Hoezaar · Spuitendonk · Wouwse Tol Noord · 't Scheld · Vliete · Selnisse
Richting Eindhoven: Arnemuiden · Vliedberg · Voetpomp · Het Rak · Wouwse Tol Zuid · Mastpolder · Liesbos · Hooge Aard · Raakeind · Leikant · Kerkeind · Kloosters